# Toto Paniagua
Toto Paniagua (también conocido como Los buenos modales) fue un celebrado sketch humorístico, conocido en la televisión uruguaya y argentina en las décadas de 1970 y 1980.
Comenzó a emitirse en 1974 en Canal 13 de Buenos Aires, en el programa Hupumorpo. También se vio en Híperhumor (Canal 9 de Buenos Aires) y en Decalegrón (Canal 10 de Montevideo). Además llegó a las pantallas de la televisión chilena, en el programa Sábados Gigantes.

## Argumento
Toto Paniagua  (Ricardo Espalter), un chatarrero convertido en millonario por un golpe de suerte, quería aprender buenos modales, para lo cual asistía a clases con el profesor Claudio (Enrique Almada), que se esmeraba por enseñarle un vocabulario rico en expresiones y modales para sentarse a la mesa y comer. La relación era conflictiva por el abismo de nivel educativo entre los dos personajes; esto daba pie a múltiples situaciones graciosas. Intentaba moderar esta tortuosa relación la asistente, Grétula (originalmente interpretada por Katia Iaros; en Uruguay estuvo a cargo de Ximena). Era notable el uso de vocablos de difícil pronunciación, a veces con dobles sentidos. A Toto le costaba enormemente asimilar las enseñanzas del profesor, y hasta le discutía y las rechazaba, porque no comprendía muchas cosas. Al final, cuando Toto se retiraba enojado, el profesor, ofuscado, le comentaba a la asistente: "El que nace para pito nunca llega a corneta".

## Legado
En 2007, al fallecer Espalter, el Senado de Uruguay le tributó un homenaje. Sus personajes, entre otros el de Toto Paniagua, fueron recordados en la ocasión.

## En cine
En 1980 este personaje pasó a la pantalla grande, con la película Toto Paniagua, el rey de la chatarra.